# Egemen Korkmaz
Egemen Korkmaz (ur. 3 listopada 1982 w Balıkesirze) – turecki piłkarz grający na pozycji obrońcy w klubie İstanbul Başakşehir. Wcześniej występował w Balıkesirsporze, Kartalsporze, Bursasporze, Trabzonsporze, Beşiktaşu JK, Fenerbahçe SK i FC Wil.